# Ta'no'm
Ta'no'm, jedna od skupina pravih Yuki Indijanaca koji su živjeli uz glavni tok rijeke Eel u Kaliforniji. Prema Swantonu sastojali su se od 6 podskupina: Kichilpitno'm, Kashansichno'm, Pomahanno'm, Mantno'm, Hanchhotno'm i Ulamolno'm. Za nazive sela spominju se Kashansich, Pomahan i Hanchhot.